# Amorphophallus albispathus
Amorphophallus albispathus är en kallaväxtart som beskrevs av Wilbert Leonard Anna Hetterscheid. Amorphophallus albispathus ingår i släktet Amorphophallus och familjen kallaväxter. Inga underarter finns listade.